# Rachid Habchaoui
Rachid Habchaoui, né le 4 juillet 1950, est un athlète algérien.

## Carrière
En 1979, Rachid Habchaoui est médaillé de bronze du 10 000 mètres aux Championnats d'Afrique  à Dakar ainsi qu'aux Jeux méditerranéens à Split ; il est également lors de ces Jeux médaillé d'argent du 5 000 mètres. Il est cette année-là nommé meilleur athlète algérien de l'année par Algérie Presse Service.
En 1980, il dispute les Jeux olympiques d'été de 1980 à Moscou. Il est aussi cette année-là double médaillé d'or, sur 5 000 et 10 000 mètres, aux Jeux islamiques à Izmir. Il en fait de même aux Championnats panarabes 1981 à Tunis.
Sur le plan national, il est sacré champion d'Algérie du 5 000 mètres en 1977, 1980 et 1981, champion d'Algérie du 10 000 mètres en 1978, 1980 et 1982 et champion d'Algérie de cross long en 1980 et 1984.